# Skagerrakbrücke

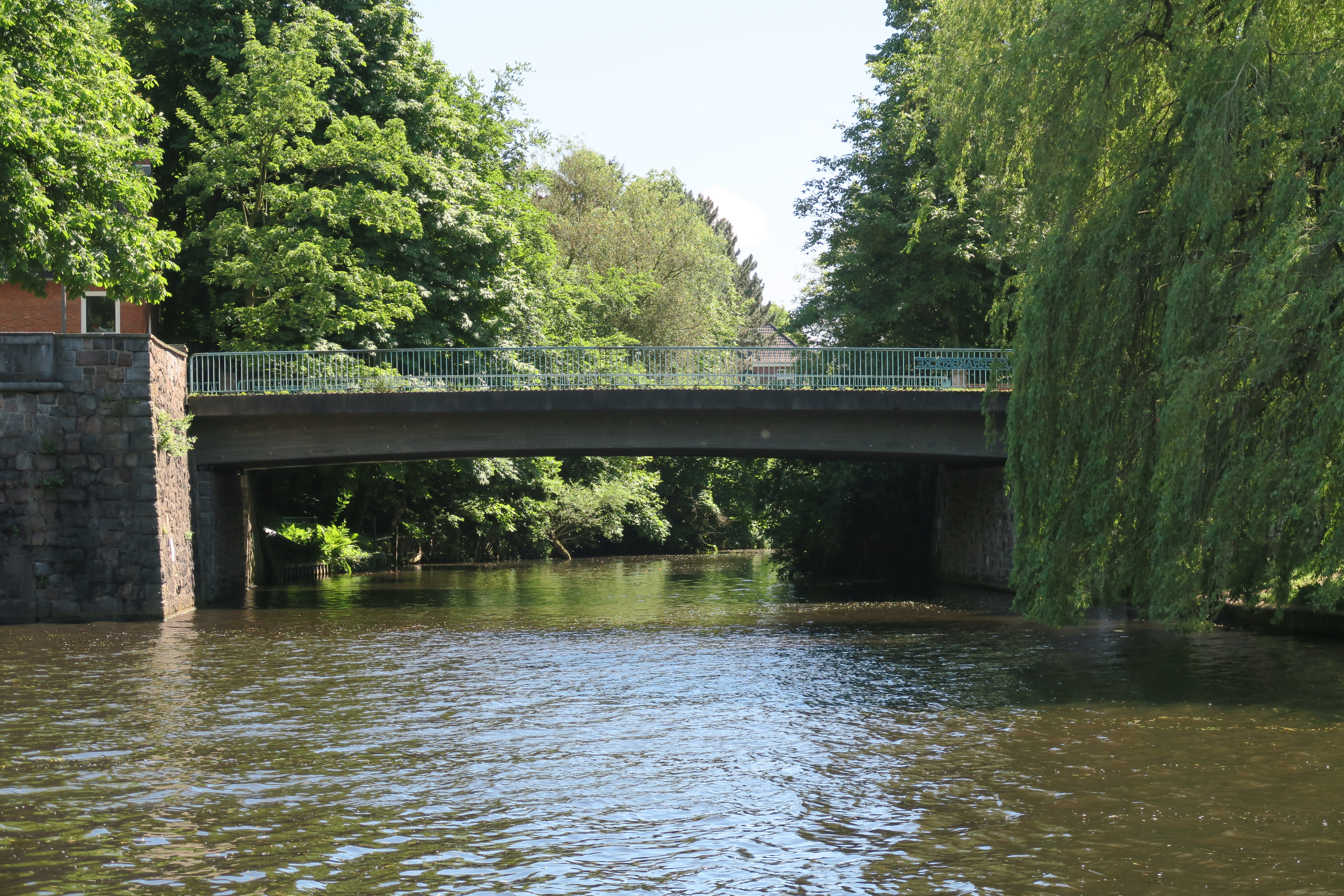
Skagerrakbrücke

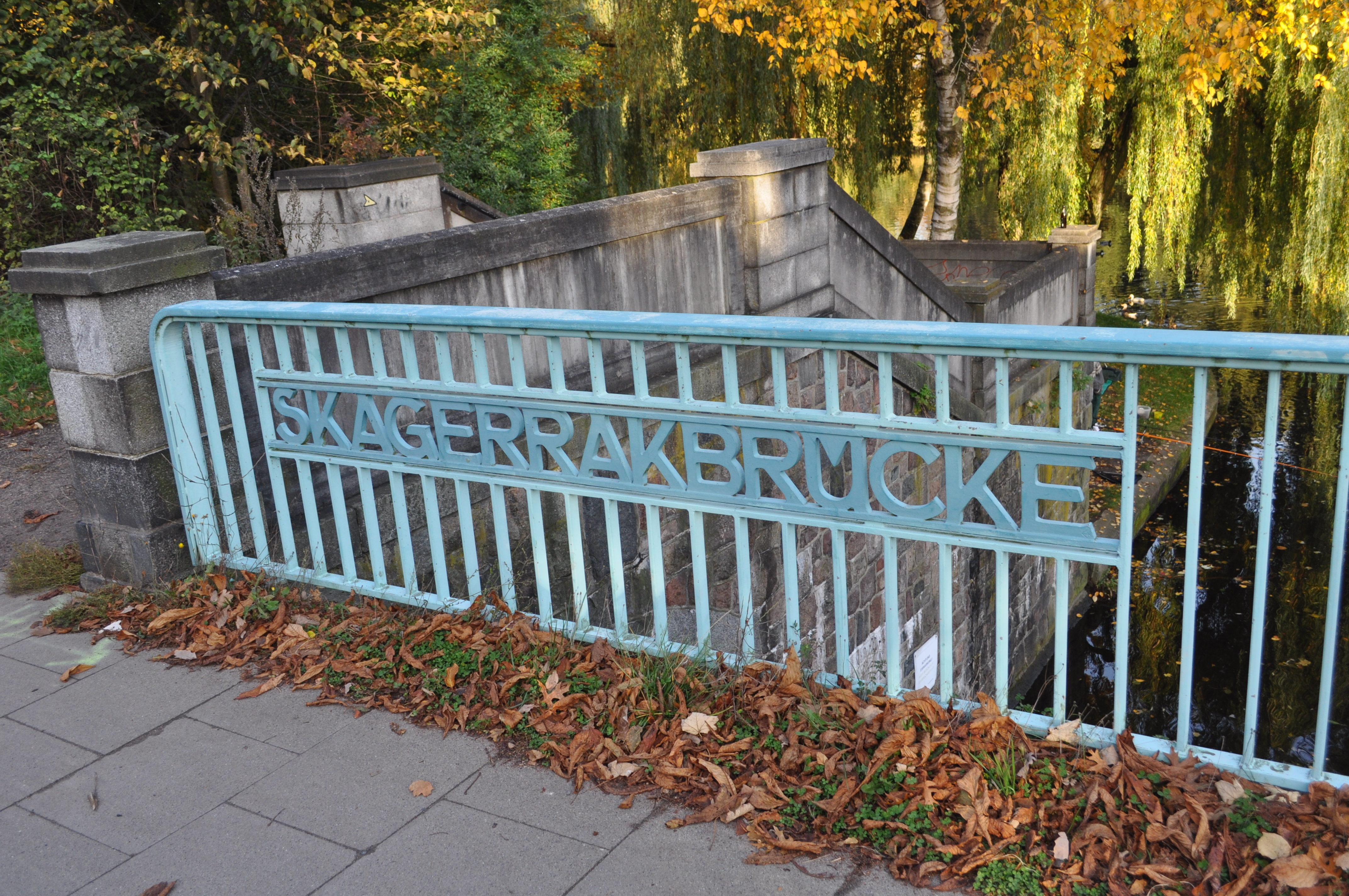
Geländer der Skagerrakbrücke

Die Skagerrakbrücke ist eine Straßenbrücke im Hamburger Stadtteil Alsterdorf, die in der Nähe der Alster über den Skagerrakkanal führt. Eine alternative Schreibweise des Namens dieser Balkenbrücke lautet „Skagerrak Brücke“. Ihr Name soll an die Skagerrakschlacht von 1916 erinnern. Eine im Jahr 1914 am anderen Ende des Skagerrakkanals errichtete Brücke hieß für einige Jahre Westliche Skagerrakbrücke, bis sie ihren heutigen Namen erhielt: Rathenaubrücke.
Die Skagerrakbrücke wurde ursprünglich in den 1910er Jahren unter dem Hamburger Baudirektor Fritz Schumacher errichtet und um 1985 erneuert. Sie ist 20,80 m lang und mit der Nummer 21405 als Kulturdenkmal in der Denkmalliste der Hamburger Behörde für Kultur und Medien verzeichnet. Ihre Brückennumer lautet 245 und ihre Bauwerksnummer 2326 078.

## Nachweise
1. ↑  Horst Beckershaus: Die Hamburger Straßennamen – Woher sie kommen und was sie bedeuten, 6. Auflage, CEP Europäische Verlagsanstalt, Hamburg 2011, ISBN 978-3-86393-009-7
2. ↑  Horst Beckershaus: Die Hamburger Brücken Ihre Namen – woher sie kommen und was sie bedeuten; Convent Verlag, Hamburg 2007, ISBN 978 3 86633 007 8, Seite 85

Koordinaten: 53° 36′ 41,2″ N, 10° 0′ 32,5″ O